# KES (Zeitschrift)
Die <kes> – Die Zeitschrift für Informations-Sicherheit ist eine 1985 gegründete Zeitschrift zu Telekommunikations- und IT-Sicherheitsthemen. Das Akronym kes steht ursprünglich für Kommunikations- und EDV-Sicherheit. Der Titel der Zeitschrift wurde beim umfassenden Redesign im Jahre 2003 geändert, um dem sich anbahnenden Paradigmenwechsel von der IT-Sicherheit zur Informations-Sicherheit Rechnung zu tragen.
Die Hauptzielgruppe der Zeitschrift sind Unternehmen und Behörden im deutschsprachigen Raum. Dabei wendet sich die Zeitschrift an IT-Sicherheitsverantwortliche aus allen Bereichen einer Organisation. Neben der Behandlung von organisatorischen Themen, behandelt die Zeitschrift auch technische Themen und darüber hinaus nach eigenen Angaben sicherheitsrelevanten Themen von Audits über Sicherheits-Policies bis hin zu Verschlüsselung und Zugangskontrolle.
Die Zeitschrift ist das offizielle Organ des Bundesamtes für Sicherheit in der Informationstechnik (BSI) und enthält veröffentlichungspflichtige Informationen (zum Beispiel Zertifizierungsberichte).
Sie erscheint alle zwei Monate bei DATAKONTEXT, einem Unternehmen der Verlagsgruppe Hüthig Jehle Rehm. Bis Ende 2015 gehörte die <kes> zum SecuMedia Verlag (früherer Name Peter Hohl Verlag). 2015/2016 hatte die Zeitschrift nach eigenen Angaben eine durchschnittliche Druckauflage von 9117 und eine tatsächlich verbreitete Auflage (tvA) von 8679 Exemplaren.